# Minoa limburgia
Minoa limburgia är en fjärilsart som beskrevs av Barend J. Lempke 1969. Minoa limburgia ingår i släktet Minoa och familjen mätare. Inga underarter finns listade i Catalogue of Life.